# Landtagswahlkreis Duisburg II
Der Landtagswahlkreis Duisburg II (Wahlkreis 62) ist ein Landtagswahlkreis in Nordrhein-Westfalen. Mit dem Stadtbezirk Rheinhausen und den Stadtteilen Alt-Homberg, Baerl und Hochheide umfasst er das gesamte linksrheinische Gebiet der Stadt Duisburg. Zur Landtagswahl 2022 wurde dem Landtagswahlkreis außerdem Walsum zugeschlagen. Unter dem Namen Duisburg III umfasste der Wahlkreis von 1980 bis 2000 auch noch den Stadtteil Ruhrort und somit den gesamten Stadtbezirk Homberg/Ruhrort/Baerl.

## Landtagswahl 2022
Wahlberechtigt zur Landtagswahl 2022 waren 111.923 Einwohner des Wahlkreises. Die Wahlbeteiligung lag bei 47,8 %.
| Direktkandidat      | Erststimmen in % | Partei    | Zweitstimmen in % |
| ------------------- | ---------------- | --------- | ----------------- |
| Benedikt Falszewski | 38,1 %           | SPD       | 37,5 %            |
| Stefan Dase         | 26,6 %           | CDU       | 26,5 %            |
| Kevin Galuszka      | 13,8 %           | GRÜNE     | 13,8 %            |
| Sven Benentreu      | 3,7 %            | FDP       | 4,3 %             |
| Alexander Schaary   | 8,4 %            | AfD       | 8,1 %             |
| Helen Klee          | 2,5 %            | LINKE     | 2,2 %             |
| Eren Koçak          | 4,4 %            | Parteilos |                   |
| Sonstige            | 2,5 %            | Sonstige  | 7,6 %             |

## Landtagswahl 2017
Wahlberechtigt zur Landtagswahl 2017 waren 82.220 Einwohner des Wahlkreises. Die Wahlbeteiligung lag bei 60,9 %.
| Direktkandidat            | Erststimmen in % | Partei   | Zweitstimmen in % |
| ------------------------- | ---------------- | -------- | ----------------- |
| Rainer Bischoff           | 42,8 %           | SPD      | 38,5 %            |
| Sylvia Linn               | 27,7 %           | CDU      | 24,2 %            |
| Freerk Kiesow-Botyanovska | 4,2 %            | GRÜNE    | 4,8 %             |
| Oliver Alefs              | 7,8 %            | FDP      | 9,9 %             |
| Reinhard Beckmann         | 2,3 %            | PIRATEN  | 1,3 %             |
| Lukas Maximilian Hirtz    | 6,2 %            | LINKE    | 5,4 %             |
| Rainer Holfeld            | 9,0 %            | AfD      | 10,7 %            |
| -                         | -                | Sonstige | 5,2 %             |

Der Wahlkreis wird durch den direkt gewählten Wahlkreisabgeordneten Rainer Bischoff (SPD), der das Mandat seit 2005 innehat, im Landtag vertreten.

## Landtagswahl 2012
Wahlberechtigt zur Landtagswahl 2012 waren 81.559 Einwohner des Wahlkreises. Die Wahlbeteiligung lag bei 56,3 %.
| Direktkandidat         | Erststimmen in % | Partei   | Zweitstimmen in % |
| ---------------------- | ---------------- | -------- | ----------------- |
| Sylvia Linn            | 20,3 %           | CDU      | 16,5 %            |
| Rainer Bischoff        | 57,8 %           | SPD      | 53,5 %            |
| Sait Keles             | 6,0 %            | GRÜNE    | 8,2 %             |
| Jörg Löbe              | 3,2 %            | FDP      | 5,2 %             |
| Lukas Maximilian Hirtz | 3,2 %            | LINKE    | 3,1 %             |
| Ulrich Scharfenort     | 9,5 %            | PIRATEN  | 8,0 %             |
| -                      | -                | Sonstige | 5,6 %             |

## Landtagswahl 2010
Wahlberechtigt zur Landtagswahl 2010 waren 81.912 Einwohner des Wahlkreises. Die Wahlbeteiligung lag bei 57,7 %.
| Direktkandidat  | Erststimmen in % | Partei     | Zweitstimmen in % |
| --------------- | ---------------- | ---------- | ----------------- |
| Guido Fischer   | 25,6 %           | CDU        | 23,9 %            |
| Rainer Bischoff | 50,7 %           | SPD        | 45,6 %            |
| Sait Keles      | 6,8 %            | B’90/Grüne | 9,3 %             |
| Jörg Löbe       | 3,5 %            | FDP        | 4,5 %             |
| Helmut Laakmann | 7,4 %            | LINKE      | 7,1 %             |
| Doris Kamke     | 0,3 %            | BüSo       | 0,1 %             |
| Ute Mischo      | 1,7 %            | MUT        | 1,2 %             |
| Peter Klein     | 4,1 %            | pro NRW    | 4,0 %             |
| -               | -                | Sonstige   | 4,4 %             |

## Landtagswahl 2005
Wahlberechtigt zur Landtagswahl 2005 waren 83.941 Einwohner des Wahlkreises. Die Wahlbeteiligung lag bei 61,6 %.
| Direktkandidat      | Partei | Stimmen in % |
| ------------------- | ------ | ------------ |
| Rainer Bischoff     | SPD    | 48,6         |
| Ferdinand Seidelt   | CDU    | 34,0         |
| Carsten Haarhaus    | FDP    | 4,3          |
| Heinrich Leiße      | GRÜNE  | 5,0          |
| Manfred Tomat       | REP    | 1,4          |
| Ingrid Kolbe        | PDS    | 1,5          |
| Ute Mischo          | MUT    | 1,5          |
| Christian Karge     | BüSo   | 0,4          |
| Torsten Limburg     | NPD    | 1,0          |
| Hüseyin Kenan Aydın | WASG   | 2,0          |
| Reiner Matalla      | AMP    | 0,4          |

## Wahlkreissieger
| Jahr | Wahlkreisname        | Gebiet                               | Direktmandat          | Partei |
| ---- | -------------------- | ------------------------------------ | --------------------- | ------ |
| 1947 | 70 Duisburg-Altstadt | Teile von Duisburg                   | Bernhard Kaes         | CDU    |
| 1950 | 70 Duisburg-Altstadt | Teile von Duisburg                   | Hubert Wagner         | SPD    |
| 1954 | 70 Duisburg-Altstadt | Teile von Duisburg                   | Ernst Ermert          | SPD    |
| 1958 | 70 Duisburg II       | Teile von Duisburg mit Altstadt      | Friedrich Heinen      | CDU    |
| 1962 | 70 Duisburg II       | Teile von Duisburg mit Altstadt      | Ernst Ermert          | SPD    |
| 1966 | 73 Duisburg II       | Teile von Duisburg mit Altstadt      | Ernst Ermert          | SPD    |
| 1970 | 73 Duisburg II       | Teile von Duisburg mit Altstadt      | Ernst Ermert          | SPD    |
| 1975 | 73 Duisburg II       | Teile von Duisburg mit Altstadt      | Franz-Josef Antwerpes | SPD    |
| 1980 | 67 Duisburg II       | Stadtbezirk Mitte ohne Wanheimerort  | Johannes Pflug        | SPD    |
| 1985 | 67 Duisburg II       | Stadtbezirk Mitte ohne Wanheimerort  | Johannes Pflug        | SPD    |
| 1990 | 67 Duisburg II       | Stadtbezirk Mitte ohne Wanheimerort  | Gisela Walsken        | SPD    |
| 1995 | 67 Duisburg II       | Stadtbezirk Mitte ohne Wanheimerort  | Gisela Walsken        | SPD    |
| 2000 | 67 Duisburg II       | Stadtbezirk Mitte ohne Wanheimerort  | Gisela Walsken        | SPD    |
| 2005 | 61 Duisburg II       | linksrheinisches Duisburg            | Rainer Bischoff       | SPD    |
| 2010 | 61 Duisburg II       | linksrheinisches Duisburg            | Rainer Bischoff       | SPD    |
| 2012 | 61 Duisburg II       | linksrheinisches Duisburg            | Rainer Bischoff       | SPD    |
| 2017 | 61 Duisburg II       | linksrheinisches Duisburg            | Rainer Bischoff       | SPD    |
| 2022 | 61 Duisburg II       | linksrheinisches Duisburg und Walsum | Benedikt Falszewski   | SPD    |